# 渡部香生子
渡部 香生子（わたなべ かなこ、1996年11月15日 - ）は、日本の競泳選手。東京都葛飾区出身。2015年世界水泳選手権200m平泳ぎ金メダリスト、200m個人メドレー銀メダリスト。

## 主な経歴
2人姉妹の長女として東京都葛飾区に生まれる。渡部が4歳の頃、病弱だった為、少しでも丈夫になるようと両親がスイミングスクールに通わせ始めた。中学1年までは個人メドレーをメインにバタフライ、背泳ぎ、自由形などでも競技会に出場していた。しかし、中学1年の秋に右肩の故障により、肩への負担の少ない平泳ぎに出場したところ好成績が出た為、以後平泳ぎに出場する機会が増える。この頃、渡部にとって平泳ぎは最も苦手な種目だった。
2010年、中学2年の全国中学総体で100mと200mの平泳ぎ2種目優勝。200m平泳ぎ決勝では、2008年に福留景子が16年ぶりに更新した日本中学記録を更新したが、このレースは生涯で4本目の長水路レースだった。
2011年4月、競泳国際大会代表選手選考会（東日本大震災復興支援チャリティー大会）100m平泳ぎ2位、200m平泳ぎ3位。100mは自身の持つ日本中学記録を更新するものの派遣標準記録に0秒20足りず、中学生での代表入りは果たせなかった。同年5月のジャパン・オープンでは、50m・100m・200m平泳ぎの3種目全てで日本中学新記録を樹立し、優勝。特に200m平泳ぎは2011年の世界ランキング3位となる好タイムだったが、世界選手権の選考会は既に終了していた為、世界選手権への出場はかなわなかった。
2012年2月、短水路で200m平泳ぎと100m個人メドレーの日本中学記録を更新した。100m個人メドレーでは当時の日本記録に肉薄する記録であり、200m平泳ぎにおいては当時の女子平泳ぎの有力選手であった鈴木聡美らを破っての優勝であった。同年4月、武蔵野高校に入学。高校生となり、ロンドンオリンピック出場権を賭けた第88回日本水泳選手権に出場。女子200m平泳ぎ決勝で自己ベストタイムをマークし、2位となりオリンピック代表入りを果たした。五輪では準決勝まで勝ち進んだ。12月に行われた世界短水路選手権の代表にも選ばれ、200m平泳ぎで銅メダルを獲得する力泳を見せた。
2013年の日本選手権では、200m平泳ぎで予選敗退に終わったものの100m平泳ぎで準優勝、200m個人メドレーで優勝し、バルセロナで開催の世界選手権の代表に選ばれた。世界選手権では200m個人メドレー準決勝敗退（日本高校記録を更新）、100m平泳ぎで予選敗退という結果に終わった。9月の国体では200m平泳ぎを自己ベストと大会新記録で制し、今季思うような結果を残せなかった200m平泳ぎで調子を取り戻した。
2014年にオーストラリアで開催されたNSWオープン選手権では50m平泳ぎ・100m平泳ぎ・200m個人メドレーなどに出場し、予選も含めると17レースに出場した。そして17レース目となった200m個人メドレーでは大会期間中に蓄積されたであろう疲労をものともせず日本新記録を樹立した。なお200m平泳ぎでも日本高校新記録を樹立していた。4月の第90回日本水泳選手権では100m平泳ぎ、200m個人メドレー、200m平泳ぎの3種目に出場し、すべて優勝（100mと200m平泳ぎでは日本高校記録を樹立）すると、6月のジャパン・オープン初日の女子100m平泳ぎで日本新記録をマークし、優勝。同年8月に開催されたパンパシフィック水泳選手権では主要な国際大会において初優勝を果たし、さらに9月のアジア競技大会200m平泳ぎでも優勝を果たした。アジア大会では金2・銀3の計5枚のメダルを獲得。
2015年4月、早稲田大学に入学。第91回日本水泳選手権で平泳ぎ3種目（50m、100m、200m）と200m個人メドレーの4種目を制覇。8月にロシアのカザンで行われた世界水泳では女子200m個人メドレーで2分8秒45の日本新記録を樹立し、銀メダルを獲得すると続く100m平泳ぎでは3位と0秒01差の4位に終わったものの自身の本命種目である200m平泳ぎでは世界記録保持者のリッケ・モーラー・ペダーセンとの競り合いを制し、金メダルを獲得すると同時にこの種目での2016年リオデジャネイロオリンピック出場を内定させた。なお、18歳265日での優勝は世界選手権の競泳種目では国内最年少記録である。11月にVOGUE JAPAN Women of the Year 2015 を受賞した。
2016年にリオオリンピックに出場したが200m平泳ぎで準決勝敗退、12月には足首に捻挫を出した。
2017年の日本選手権では世界水泳の出場を逃した。2018年の日本選手権の女子200m平泳ぎで2位に入り、派遣標準記録を突破。8月にジャカルタで開催されたアジア大会では金メダルを獲得、復活を果たした。
2019年3月に早稲田大学を卒業した後、4月の日本選手権、ジャパンオープンに出場したが世界水泳出場も逃した。7月のイタリアのナポリで開催されたユニバーシアードで初めての代表主将となる。
2020年東京オリンピックでは、競泳女子100m平泳ぎに出場したが1分7秒01のタイムで予選落ちとなった。また、女子200m平泳ぎでは2分24秒73のタイムで全体の18位となり準決勝に進出できなかった。競泳女子400mメドレーリレーには五十嵐千尋、池江璃花子、小西杏奈とともに出場し、決勝に進出。記録は3分58秒12で8位だった。
2024年6月1日、現役引退を表明。

## エピソード
2012年4月の第88回日本水泳選手権の前に渡部は「これだけ騒がれて、（オリンピックに）行けなかったら」と不安を漏らした。100mで代表になれず不安は的中したが、気持ちを切り替えて200m代表となった。スポーツコメンテーターの岩崎恭子（1992年バルセロナオリンピック金メダリスト）も「普通なら100mの失敗を引きずるのに土壇場での強さはすごい」と評した。
妹がいる。

## 主な戦績
- 2012年08月 ロンドンオリンピック 200m平泳ぎ14位。
- 2012年12月 世界短水路選手権 200m平泳ぎ3位、50m平泳ぎ22位、100m個人メドレー10位。
- 2014年08月 パンパシフィック水泳選手権 200m平泳ぎ優勝、100m平泳ぎ2位、200m個人メドレー4位、400mメドレーリレー4位。
- 2014年09月 アジア競技大会 50m平泳ぎ4位、100m平泳ぎ2位、200m平泳ぎ優勝、200m個人メドレー2位、400mメドレーリレー優勝、400mフリーリレー2位。
- 2014年12月 世界短水路選手権 200m平泳ぎ優勝、100m平泳ぎ9位、50m平泳ぎ21位、400mメドレーリレー3位。
- 2015年08月 世界水泳 200m個人メドレー2位、100m平泳ぎ4位、200m平泳ぎ優勝。

## 自己ベスト

### 長水路
- 50m平泳ぎ 31秒07
- 100m平泳ぎ 1分05秒88（日本記録）
- 200m平泳ぎ 2分20秒90
- 200m個人メドレー 2分08秒45
- 100m自由形 54秒92
- 100m背泳ぎ 1分03秒72
- 100mバタフライ 1分00秒41

### 短水路
- 50m平泳ぎ 30秒91
- 100m平泳ぎ 1分04秒99
- 200m平泳ぎ 2分16秒92（高校記録）
- 100m個人メドレー 59秒28
- 200m個人メドレー 2分06秒39